# ダーレン・リン・バウズマン
ダーレン・リン・バウズマン（Darren Lynn Bousman, 1979年1月11日 - ）は、アメリカの映画監督。映画学校「Full Sail University」卒業。

## フィルモグラフィ

### 映画
- ソウ2 SAW II (2005)　※ 脚本も担当
- ソウ3 SAW III (2006)
- ソウ4 SAW IV (2007)
- REPO! レポ Repo! The Genetic Opera (2008)
- 11:11:11 11-11-11 (2011)　※ 脚本も担当
- デビルズ・フォレスト ～悪魔の棲む森～ THE BARRENS (2012)　※ 脚本も担当
- アガサ St. Agatha (2018)
- デス・オブ・ミー Death of Me（2020）
- スパイラル:ソウ オールリセット（2021年）

### 配信ドラマ
- CROW'S BLOOD（2016年7月、Hulu） ※ 製作総指揮 [1]